# Börje Sandén
Karl Ragnar Börje Sandén, född 17 februari 1928 i Matteus församling i Stockholm, död 16 maj 2020 i Bro, var en svensk hembygdsforskare och ansvarig för Upplands-Bro Kulturhistoriska Forskningsinstitut.
Han mottog Yngve Larssons pris för stads- och kommunhistoriska insatser 2004.

## Biografi
Börje Sandén var folkskollärare och flyttade 1952 tillsammans med sin fru till Upplands-Bro, som då var en nybildad kommun. Sandén var fritidspolitiker och var bland annat ordförande i kommunens kulturnämnd. Han var även engagerad i de lokala hembygdsföreningarna. I slutet på 1970-talet startade han tidningen Historiska nyheter och 1984 släpptes hans bok Det hände i Upplands-Bro. År 2008 tilldelades Sandén och makan Nordiska museets Hazeliusmedaljen för "hembygdsvårdande gärning". Upplands-Bro kommun inrättade 2018 Sandénstipendiet till Gudrun och Börje Sandéns ära.